# Chiococca gracilis
Chiococca gracilis là một loài thực vật có hoa trong họ Thiến thảo. Loài này được Borhidi mô tả khoa học đầu tiên năm 2007.